# Stylidium fusilobium
Stylidium fusilobium är en tvåhjärtbladig växtart som beskrevs av Ferdinand von Mueller. Stylidium fusilobium ingår i släktet Stylidium och familjen Stylidiaceae. Inga underarter finns listade i Catalogue of Life.